# Musikjahr 1414
Liste der Musikjahre

◄◄ | ◄ | 1410 | 1411 | 1412 | 1413 | Musikjahr 1414 | 1415 | 1416 | 1417 | 1418 | ►

Weitere Ereignisse
Dieser Artikel behandelt das Musikjahr 1414.

## Ereignisse und Personalien

### Heiliges Römisches Reich

#### Freie Reichsstadt Konstanz
- Während des Konzils von Konstanz kommen Musiker aus ganz Europa nach Konstanz.[1]
- Hugo von Montfort hält sich auf dem Konzil in Konstanz auf.[2]
- Ulrich von Richental berichtet, dass die englischen Bischöfe während ihrer Prozession von drei Posaunen begleitet werden („die pusauner pusaunoten über einannder mit dreyen stimmen, als man sunst gewonlichen singet“).[3]

#### Hochstift Cambrai
- Guillaume Dufay ist von 1410 bis 1414 Chorknabe an der Kathedrale von Cambrai unter Nicolas Malin und Richard Loqueville. Am 24. Juni erhält er eine Pfründe als Kaplan an der Pfarrkirche St Géry außerhalb der Mauern von Cambrai. Im November ist er hier nicht mehr nachweisbar. Wahrscheinlich ist er auf dem Weg zum Konstanzer Konzil.[4]

### Italienische Staaten

#### Florenz
- Der italienische Komponist Antonius de Civitate Austrie hält sich vermutlich in Florenz auf.[5]

#### Mailand
- Matteo da Perugia kehrt nach Mailand zurück und ist in den Büchern der Kathedrale von Mailand bis 1416 nachweisbar.[6]

#### Venedig
- Der italienische Komponist Petrus Rubeus, der Sohn von Jacobus Rubeus, wird erstmals an der Kathedrale von Treviso erwähnt.[7]

### Königreich Frankreich
- Der französische Komponist Paullet ist nach 1414 nicht mehr nachweisbar.[8]

## Kompositionen und Schriften
- Der italienische Komponist Antonius de Civitate Austrie komponierte vermutlich die Motette O felix flos Florencia/Gaude felix Dominice aus Anlass der Wahl Leonardo Datis zum Generalmeister der Dominikaner am 29. September 1414.[5]
- Magister Szydłowita schreibt vermutlich die erste polnische Abhandlung über Choralmusik.[9]

## Gestorben
- Bonaiuto di Corsino, italienische Komponist (* unbekannt)[10]